# Dragomir Tošić
Dragomir Tošić - em sérvio, Драгомир Тошић (8 de novembro de 1911 - 20 de junho de 1985) foi um futebolista iugoslavo. Ele competiu na Copa do Mundo de 1930, sediada no Uruguai, na qual a Iugoslávia terminou na quarta colocação dentre os treze participantes.